# Regione di attacco alla matrice nucleare
Le regioni di attacco alla matrice (MAR), conosciute anche come regioni di attacco allo scaffold/matrice (S/MARs), sono sequenze di DNA nei cromosomi degli eucarioti a cui si lega la matrice nucleare. Le S/MAR mediano l'organizzazione strutturale della cromatina all'interno del nucleo. Questi elementi costituiscono punti in cui il DNA si ancora allo scaffold cromatinico e servono per organizzare la cromatina in domini strutturali. Studi su singoli geni hanno portato alla conclusione che la dinamica e complessa organizzazione della cromatina mediata dagli elementi S/MAR gioca un ruolo importante nella regolazione dell'espressione genica.